# Coppa del mondo di corsa in montagna 2003
La Coppa del mondo di corsa in montagna 2003 si è disputata su sei prove sotto il nome di "WMRA Grand Prix" . La coppa maschile è stata vinta da Jonathan Wyatt, quella femminile da Antonella Confortola.

## Gare di coppa del mondo 2003
Per il 2003 le gare valevoli per la coppa del mondo erano sei, contano i migliori quattro risultati. Un atleta entra in classifica finale a condizione di aver raccolto punti in almeno tre competizioni valevoli per la coppa.
| Gara | Nome della gara        | Luogo di svolgimento | Data      | Nazione  |
| ---- | ---------------------- | -------------------- | --------- | -------- |
| 1    | Borno                  | Borno                | 11 giugno | Italia   |
| 2    | Grossglockner Berglauf | Heiligenblut         | 20 luglio | Austria  |
| 3    | Schlickeralm Lauf      | Telfes               | 3 agosto  | Austria  |
| 4    | Matterhorn Lauf        | Zermatt              | 17 agosto | Svizzera |
| 5    | Challenge Stellina     | Susa                 | 24 agosto | Italia   |
| 6    | Hochfelln Berglauf     | Bergen               | 5 ottobre | Germania |

## Punteggi
Ecco come sono stati ripartiti i punti per la coppa del mondo 2003. Dal primo al trentesimo rango.
| Rango | Punti |
| ----- | ----- |
| 1°    | 100   |
| 2°    | 80    |
| 3°    | 60    |
| 4°    | 50    |
| 5°    | 45    |
| 6°    | 40    |
| 7°    | 36    |
| 8°    | 32    |
| 9°    | 29    |
| 10°   | 26    |

| Rango | Punti |
| ----- | ----- |
| 11°   | 24    |
| 12°   | 22    |
| 13°   | 20    |
| 14°   | 18    |
| 15°   | 16    |
| 16°   | 15    |
| 17°   | 14    |
| 18°   | 13    |
| 19°   | 12    |
| 20°   | 11    |

| Rango | Punti |
| ----- | ----- |
| 21°   | 10    |
| 22°   | 9     |
| 23°   | 8     |
| 24°   | 7     |
| 25°   | 6     |
| 26°   | 5     |
| 27°   | 4     |
| 28°   | 3     |
| 29°   | 2     |
| 30°   | 1     |

## Uomini
Classifica finale
| Pos. | Atleta            | Anno | Nazione       | Gara 1 | Gara 2 | Gara 3 | Gara 4 | Gara 5 | Gara 6 | Totale |
| ---- | ----------------- | ---- | ------------- | ------ | ------ | ------ | ------ | ------ | ------ | ------ |
| 1    | Jonathan Wyatt    | 1972 | Nuova Zelanda |        | 100    | 100    | 100    | 100    | 100    | 400    |
| 2    | Marco Gaiardo     | 1970 | Italia        | 80     | 80     | 80     |        | 60     | 80     | 320    |
| 3    | Robert Krupicka   | 1978 | Rep. Ceca     |        | 50     | 60     |        | 80     | 45     | 235    |
| 4    | Jan Blaha         | 1971 | Rep. Ceca     |        | 45     | 50     | 60     |        | 50     | 205    |
| 5    | Helmut Schiessl   | 1972 | Germania      |        |        | 40     | 80     |        | 60     | 180    |
| 6    | Martin Cox        | 1969 | Inghilterra   | 11     | 60     | 45     |        | 18     | 4      | 134    |
| 7    | Markus Jenne      | 1972 | Germania      |        | 29     | 29     |        | 32     | 18     | 108    |
| 8    | Markus Kröll      | 1972 | Austria       | 22     | 26     | 36     |        | 22     | 6      | 106    |
| 9    | John Brown        |      | Inghilterra   |        | 36     |        |        | 24     | 26     | 86     |
| 10   | Rudolf Reitberger | 1971 | Austria       |        | 24     | 26     | 16     |        | 15     | 81     |
| 11   | Thomas Heigl      | 1980 | Austria       |        | 8      | 14     | 20     | 7      | 22     | 64     |
| 12   | Roman Skalsky     | 1975 | Rep. Ceca     |        |        | 20     |        | 1      | 32     | 53     |
| 13   | Wolfgang Zingl    |      | Austria       | 1      | 3      | 5      |        |        |        | 9      |

## Donne
Classifica finale
| Pos. | Atleta               | Anno | Nazione    | Gara 1 | Gara 2 | Gara 3 | Gara 4 | Gara 5 | Gara 6 | Totale |
| ---- | -------------------- | ---- | ---------- | ------ | ------ | ------ | ------ | ------ | ------ | ------ |
| 1    | Antonella Confortola | 1975 | Italia     | 100    |        | 80     |        | 100    | 100    | 380    |
| 2    | Izabela Zatorska     | 1962 | Polonia    |        | 100    | 100    | 100    |        | 60     | 360    |
| 3    | Daniela Gassmann     | 1964 | Svizzera   |        | 60     | 60     | 80     |        | 80     | 280    |
| 4    | Veronika Jurisic     | 1977 | Croazia    |        | 45     | 40     | 45     | 50     | 36     | 180    |
| 5    | Ludmila Melicherova  | 1964 | Slovacchia |        | 32     | 50     | 36     |        | 50     | 168    |
| 6    | Marion Kapuscinsky   | 1967 | Austria    | 32     | 36     | 32     |        | 40     | 40     | 148    |
| 7    | Stefanie Buss        | 1975 | Germania   |        |        | 45     | 50     |        | 45     | 140    |
| 8    | Ombretta Bellorini   | 1967 | Italia     | 20     | 16     |        | 13     | 18     | 16     | 70     |
| 9    | Antonija Orlic       | 1977 | Croazia    |        |        | 13     | 8      | 15     | 11     | 47     |